# Севернонемачка конфедерација
Севернонемачка конфедерација, је основана августа 1866. као војна алијанса између 22 државе северне Немачке са Пруском на челу. Јула 1867. транформирана је у федералну државу. Све земље је окупљала на једном месту и била је камен темељац за будућу државу Немачко царство (1871), која је узела заставу и све чланице ове конфедерације.

## Историја
Од 1867. до 1871. председник Севернонемачке конфедерације је био пруски краљ Вилхелм, а канцелар Севернонемачке конфедерације Ото фон Бизмарк.

## 22 државе
| Држава                                          | Држава                                                           | Главни град   |
| ----------------------------------------------- | ---------------------------------------------------------------- | ------------- |
| Краљевине (Königreiche)                         |                                                                  |               |
|                                                 | Прусија (Preußen) (укључујићи Лауенбург)                         | Берлин        |
|                                                 | Саксонија (Sachsen)                                              | Дресден       |
| Велика Војводства (Großherzogtümer)             |                                                                  |               |
|                                                 | Хесен (Hessen) (само Горњи Хесен покрајна северно од реке Мајне) | Гисен         |
|                                                 | Мекленбург-Шверин                                                | Шверин        |
|                                                 | Мекленбург-Штрелиц                                               | Нојштрелиц    |
|                                                 | Олденбург                                                        | Олденбург     |
|                                                 | Саксен-Вајмар-Ајзенах (Sachsen-Weimar-Eisenach)                  | Вајмар        |
| Војводства (Herzogtümer)                        |                                                                  |               |
|                                                 | Анхалт                                                           | Десау         |
|                                                 | Брауншвајг (Braunschweig)                                        | Брауншвајг    |
|                                                 | Саксен-Алтенбург (Sachsen-Altenburg)                             | Алтенбург     |
|                                                 | Сакс-Кобург-Гота (Sachsen-Coburg und Gotha)                      | Кобург        |
|                                                 | Сакс-Мајнинген (Sachsen-Meiningen)                               | Мајнинген     |
| Кнежевине (Fürstentümer)                        |                                                                  |               |
|                                                 | Липе                                                             | Детмолд       |
|                                                 | Ројс-Гера (Млађа линија)                                         | Гера          |
|                                                 | Ројс-Грајц (Старија линија)                                      | Грајц         |
|                                                 | Шаумбург-Липе                                                    | Бикебург      |
|                                                 | Шварцбург-Рудолштат                                              | Рудолштат     |
|                                                 | Шварцбург-Зондерсхаузен                                          | Зондерсхаузен |
|                                                 | Валдек-Пирмонт                                                   | Аролзен       |
| Слободни ханзеатски градови (Freie Hansestädte) |                                                                  |               |
|                                                 | Бремен                                                           |               |
|                                                 | Хамбург                                                          |               |
|                                                 | Либек                                                            |               |